# Mirza Kutschak Khan

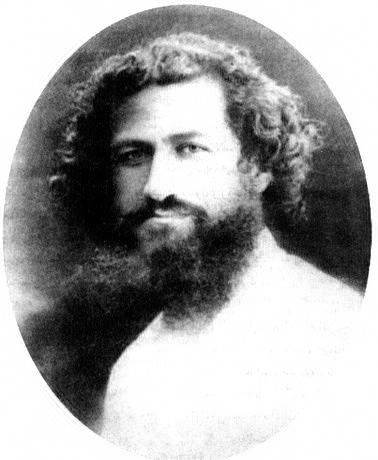
Mirza Kutschak Khan, 1920

Mirza Kutschak Khan oder Mirza Kutschek Chan (persisch ميرزا كوچك خان; auch Koutschek Chan, Kutschak, Koutschak; * 1880 in Rascht; † 2. Dezember 1921 in der Provinz Ardabil, Iran) war der Führer der „Waldbewegung“ – der Nehzat-e Dschangal (Dschangali-Bewegung) – von Gilan (Nordiran).

## Leben
Mirza Kutschak Khan, der eigentlich Younes hieß, war der Sohn von Mirza Bozorg. Bozorg bedeutet im Persischen groß, während kutschek die Bedeutung klein hat. Der Sohn des Großen Mirza wurde also folgerichtig der Kleine Mirza (Mirza Kutschak) genannt. Geboren 1880 in Rascht ging er auf Koranschulen in Rascht und später in Teheran. Mit 25 Jahren gab er sein Theologiestudium auf, schloss sich der konstitutionellen Bewegung an und unterstützte die Konstitutionelle Revolution, die in Iran zur Abschaffung der absolutistischen Monarchie, der Einführung einer an westlichen Vorbildern ausgerichteten Verfassung und der Wahl eines Parlaments führte.
Die neu geschaffene konstitutionelle Monarchie brachte allerdings nicht, wie von vielen Anhängern der konstitutionellen Bewegung erhofft, eine politische Neuorientierung Irans. Im Inneren hielten der Adel und die Großgrundbesitzer und damit die alten politischen Eliten die Macht weiter in Händen. Nach Außen bestand vor allem weiter die Abhängigkeit gegenüber Großbritannien und dem zaristischen Russland. Mit Gleichgesinnten gründete Mirza in Gilan eine eigene unabhängige Bewegung, die Nehzat-e Dschangal (Waldbewegung), die eine Zeitschrift namens Dschangal von 1917 bis 1918 veröffentlichte und unterstützt vom kommunistischen Russland im Juni 1920 eine von der Zentralregierung in Teheran unabhängige Iranische Sowjetrepublik ausrief.
Am 4. August 1921 konnte Kutschak Khan sich zusammen mit Haidar Khan Amu Ogli an die Macht putschen. Um einer Offensive iranischer Regierungstruppen unter Premierminister Ahmad Qavam zu entgehen, bot er unter der Bedingung einer Autonomie der Provinz Gilan seine Kapitulation an. Premierminister Qavam und Reza Khan, zu diesem Zeitpunkt Oberbefehlshaber der Kosakenbrigade, ließen sich jedoch auf dieses Angebot nicht ein und zerschlugen die Dschangali-Bewegung. Mirza Kutschak Khan flüchtete in die Berge und wurde dort erfroren aufgefunden. Sein abgetrennter Kopf wurde fotografiert und als Beweis seines Todes nach Teheran gebracht. Der Schriftsteller Ebrahim Fakhrayi, ein Neffe und Unterstützer von Mirza Kutschak Khan, hat den Kopf von Kutschak Khan zurück nach Rascht in das Grab von Kutschak Khan gebracht. Fakhrayi wurde nach seinem Tod neben Kutschak Khan bestattet.